# Luquinha
Luquinha, pseudonimo di Lucas Queiroz Cantero (Primeiro de Maio, 3 ottobre 2000), è un calciatore brasiliano, centrocampista del Botafogo-SP.

## Caratteristiche tecniche
È un centrocampista offensivo.

## Carriera
Cresciuto nel settore giovanile del Londrina, debutta in prima squadra il 30 gennaio 2019 giocando l'incontro del Campionato Paranaense vinto 2-1 contro il Rio Branco-PR. Nel luglio 2019 passa a titolo definitivo al Portimonense.

## Statistiche
Statistiche aggiornate al 29 dicembre 2020.

### Presenze e reti nei club
| Stagione        | Squadra         | Campionato      | Campionato | Campionato | Coppe nazionali | Coppe nazionali | Coppe nazionali | Coppe continentali | Coppe continentali | Coppe continentali | Altre coppe | Altre coppe | Altre coppe | Totale | Totale | Totale |
| Stagione        | Squadra         | Comp            | Pres       | Reti       | Comp            | Pres            | Reti            | Comp               | Pres               | Reti               | Comp        | Pres        | Reti        | Pres   | Reti   |        |
| --------------- | --------------- | --------------- | ---------- | ---------- | --------------- | --------------- | --------------- | ------------------ | ------------------ | ------------------ | ----------- | ----------- | ----------- | ------ | ------ | ------ |
| 2019            | Londrina        | A1/PR+B         | 0+8        | 0+2        | CB              | 5               | 2               |                    | -                  | -                  |             | -           | -           | 13     | 4      |        |
| 2019-2020       | Portimonense    | PL              | 1          | 0          | CP+CdL          | 0               | 0               |                    | -                  | -                  |             | -           | -           | 1      | 0      |        |
| 2020-2021       | Portimonense    | PL              | 4          | 0          | CP              | 1               | 0               |                    | -                  | -                  |             | -           | -           | 5      | 0      |        |
| Totale carriera | Totale carriera | Totale carriera | 13         | 2          |                 | 6               | 2               |                    | -                  | -                  |             | -           | -           | 19     | 4      |        |